# In den Krautgärten
In den Krautgärten bezeichnet eine archäologische Fundstelle der römischen Kaiserzeit im Dorf Sülzdorf, Stadt Römhild im Landkreis Hildburghausen, Südthüringen. Sie wurde in den 1990er Jahren im Rahmen des DFG-Schwerpunktprogrammes Romanisierung unter der Leitung von Karl Peschel durch das Institut für Vor- und Frühgeschichte der Friedrich-Schiller-Universität Jena in Zusammenarbeit mit Mathias Wiegert und Felix Teichner in fünf Kampagnen wissenschaftlich ausgegraben. Zur Zeit der römischen Besiedlung lag Sülzdorf im Gebiet der Germania magna.
Archäologische Funde deuten auf eine kontinuierliche Besiedlung des Areals von der Hallstattzeit über die römische Kaiserzeit hin; im Mittelalter wurde schließlich der Ort Sülzdorf gegründet (erste Erwähnung für das Jahr 783 belegt). Im 15. Jahrhundert wurde die Siedlung aufgegeben; archäologisch erfasste Überreste dieser letzten Bebauungsphase sind unter anderem mehrere Gruben und Brunnen. Durch diese bemerkenswerte Mehrperiodigkeit gilt die Fundstelle als eine der bedeutsamsten in Thüringen.

## Geographische Lage
Sülzdorf liegt im südlichen Vorland des Thüringer Waldes und ist ein Teil der Stadt Römhild, welche etwa 3,5 km westlich liegt. In unmittelbarer Nähe des Dorfes verläuft der Bach Sulza, der ganzjährig Wasser führt. Zu finden ist des Weiteren eine Quellgrube, welche sich muldenartig von Süden, Westen und Nordwesten her absenkt und Glockengrube genannt wird. Das Gelände fällt leicht von West nach Ost ab; die Fundstelle selbst ist im umgebenden welligen Hügelland mit breiten Talauen zu finden. In diesen Talauen tritt das Grundwasser oberflächennah auf und nimmt damit Einfluss auf die Bodenbildung (Vergleyung). Die Höhenwerte des Grabungsareals belaufen sich auf 330-336 m ü. NN; Einflüsse von Basaltvulkanismus des Jungtertiär formten vereinzelte Kuppen im Gelände aus. Die Gleichberge grenzen das Gebiet ab.

## Forschungsgeschichte

Aufnahme der Ausgrabung

Im östlich von Sülzdorf gelegenen Sulzatal sowie in unmittelbarer Nähe des Dorfes selbst wurden über Jahrzehnte hinweg immer wieder einzelne Lesefunde entdeckt. Diese deuteten auf eine kontinuierliche Besiedlung des Areals von der Hallstattzeit, die römische Kaiserzeit, der Völkerwanderungszeit bis hinein ins Mittelalter an. Erste gezielte Untersuchungen eines vermuteten Siedlungsplatzes fanden in den Jahren 1913/1914 durch den Römhilder Apotheker C. Kade statt, der hierfür eine Lage südlich der Ortslage am Sulzaufer wählte. Im Jahr 1952 konnte G. Neumann an gleicher Stelle weitere Nachweise einer frühen Besiedlung erbringen; er förderte zahlreiche Tierknochen, Holzreste und wenige Keramikfragmente zutage. Neumann vermutete aufgrund dieser Funde eine Siedlung, die in die späte Latènezeit datierte.
Weitere archäologische Untersuchungen erschienen sinnvoll, da auch weiterhin auf dem gesamten Gebiet Sülzdorfs eine große Menge Oberflächenfunde geborgen werden konnten. Das Dorf prädestinierte sich demnach als ideales Forschungsgelände zur weiteren Untersuchung der Kontinuität der Siedlungstätigkeit an der Wende von der Latène- in die Kaiserzeit. Die letztendliche Wahl der Flur Krautgärten nördlich des Dorfes als Grabungsareal lässt sich also nicht nur mit der außerordentlich hohen Fundkonzentration mit einer Streuung über die gesamte Hanglage begründen; auch bot die Quellmulde Glockengrube hervorragende Bedingungen zur Pollenanalyse.
Während der Grabungen in den Jahren 1994, 1995 und 1996 stellte sich heraus, dass das anhand der Lesefunde ausgemachte Grabungsareal zwar dem kaiserzeitlichen Siedlungsbefund entsprach, jedoch durch mittelalterliche Siedlungsspuren überprägt war. 1996 wurden ergänzende geomagnetische Untersuchungen durchgeführt, bei denen eine Fläche von 8000 m² prospektiert wurde.
Ab 1997 wurde das Gelände durch das Institut für Ur- und Frühgeschichte der Friedrich-Schiller-Universität Jena ausgegraben; insgesamt wurde eine Fläche von 4500 m² bearbeitet.

## Archäologische Untersuchungen

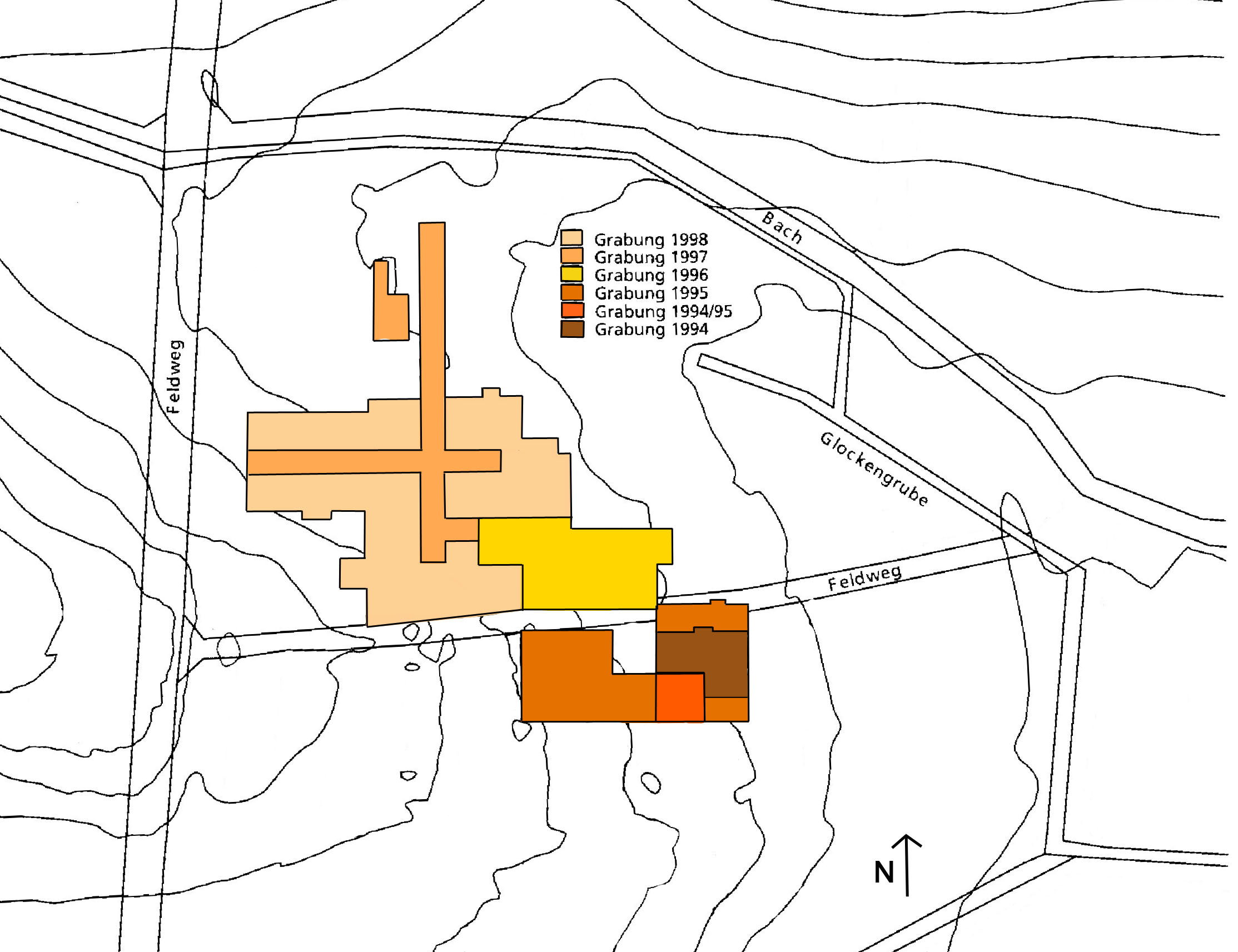
Grabungsplan

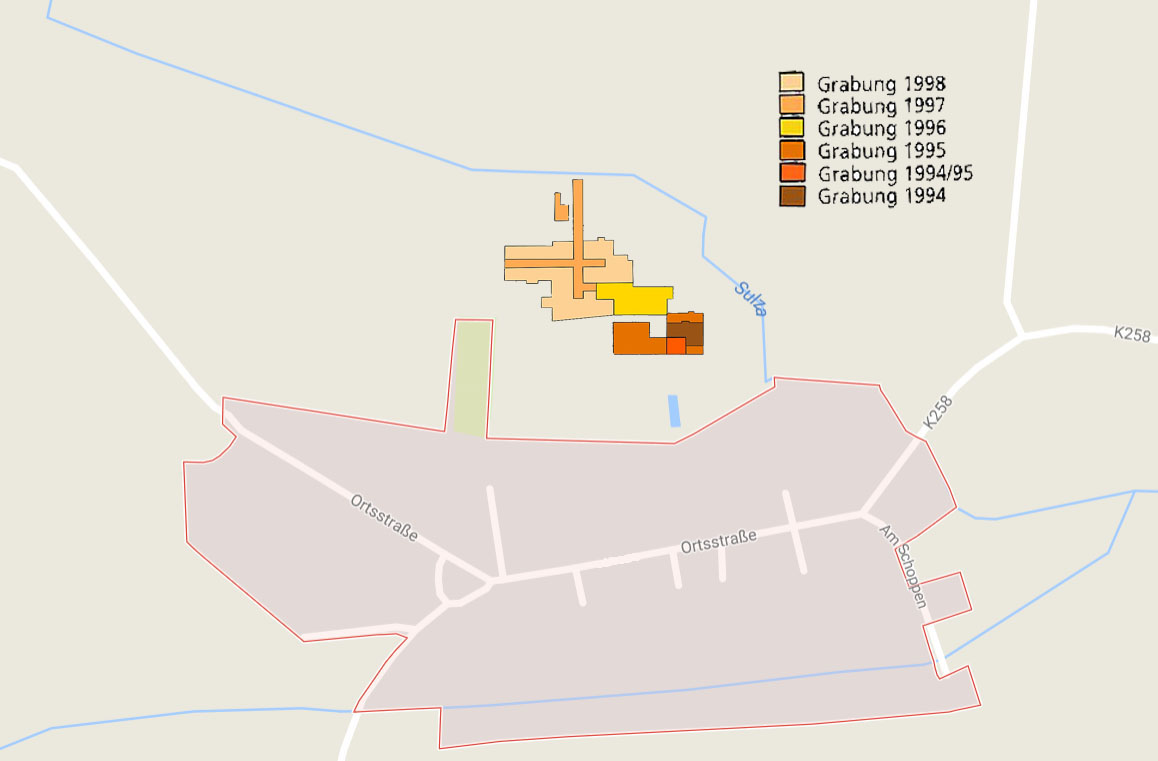
Lage der Grabungsflächen in Sülzdorf

### Siedlungsbefund
Bei den Siedlungsbefunden handelte es sich hauptsächlich um mehrere landwirtschaftlich genutzte Gebäude, die sich durch Pfostengruben und Wandgräben nachweisen ließen. Im Detail fanden die Archäologen ein-, zwei- und dreischiffige Wohnstallhäuser, rechteckige Speicher in Ständerbauweise sowie Heuberge und Grubenhäuser mit zwei bis sechs Wandpfosten; zudem eine Ofenplatte und drei Brunnen.
Nachgewiesen wurden insgesamt einundvierzig Gebäude. Diese waren West-Ost ausgerichtet und damit, wie beispielsweise auch im Nordseegebiet, entlang der Hauptwindrichtung orientiert. Sockelmauerkonstruktionen gehörten ausschließlich zu mittelalterlichen Fachwerkhäusern. Dies bewies das Fundmateriel. Befunde, die sich nicht zu Hausgrundrissen zusammenfügen ließen, gehörten mutmaßlich entweder zu Zäunen wie in der benachbarten latènezeitlichen Siedlung von Haina-Schwabhausen oder Pflöcken, um Vieh festzubinden. Dennoch kann nicht ausgeschlossen werden, dass einige der Hausgrundrisse nicht mehr zu rekonstruieren waren.

#### Wohnstallhäuser
Die größte dokumentierte Gruppe waren ebenerdige Gebäude. Die Pfosten der ein- bis dreischiffigen Gebäude waren bis zu 1 m tief eingegraben und unten abgeflacht. Berechnungen ergaben, dass eine notwendige Eintiefung von mindestens 80 cm notwendig war, um das Gewicht des Daches effektiv auf die Pfosten zu verteilen. In Sülzdorf wurde Hüttenlehm mit einer Stärke von 8 cm gefunden. Dadurch ließ sich eine Wandstärke von bis zu 20 cm ermitteln. Der Lehmbewurf, der vermutlich bei dem Zerstörungsfeuer des Gebäudes verziegelte und sich dadurch erhielt, war mit einem Kalkanstrich versehen, welcher bis zu drei Mal erneuert worden war.
In einem dreischiffigen Haus konnte ein 1,5 m breiter Eingang nachgewiesen werden. Aufgrund des schlechten Erhaltungszustandes konnte keine Aussage über die innere Raumaufteilung, Zwischenwände oder Viehboxen getätigt werden. Insgesamt fanden die Archäologen lediglich eine Herdstelle, eine mit Asche verfüllte flache Grube. Darüber hinaus fanden sich etliche Vorratsgruben, in denen vermutlich Getreide, Leinen und Nüsse gelagert worden waren. Die Pfostenstellungen lassen auf Satteldächer schließen, die wahrscheinlich aus Heu oder Reet gefertigt worden waren. Satteldächer erlaubten weitere Vorratsmöglichkeiten, wie große Mengen verkohlten Getreides bewiesen. Die dreischiffigen Gebäude hatten Längen von bis zu 17 m und waren teilweise über 5 m breit. Die Grundflächen hatten zwischen 70 und 90 m². Die Ausgräber datierten diese Gebäude anhand der Keramikfunde an den Anfang der römischen Kaiserzeit.
Die zweischiffigen Gebäude waren grundsätzlich ähnlich aufgebaut. Da die Pfosten in Fluchten zueinander lagen, bildeten Außen- und Innenwand eine Einheit. Das Dach wurde von der gesamten Gebäudekonstruktion getragen. Da die Pfosten zusammengezogen und die Pfostenlöcher auffallend groß und tief waren, geht Teichner von einer Unterrähmverzimmerung aus. Diese Gebäude wiesen Längen von bis zu 17 m sowie Breiten von über 7 m auf. Die Gebäude ließen sich aufgrund der Funde auf das 2. und 3. Jahrhundert datieren.
Die einschiffigen Gebäude hatten eine Länge bis zu 9 m und Breiten bis zu 4,5 m. Die Pfostenlöcher der Firstpfosten belegten Steilgiebel. Über den Innenraum ist nichts bekannt, da der Laufhorizont nicht erhalten war. Ein genauer Zeithorizont ließ sich nicht feststellen, da die Gebäude dieses Typs häufig andere Befunde überlagerten oder ihrerseits selbst überlagert wurden.

#### Speicherbauten
Die Speicher waren kurzrechteckigen bis quadratischen Gebäude. Im Grabungsschnitt zeigten sich diese Gebäude durch vier Pfostenlöcher mit starker Tiefe. Die unterschiedlichen Tiefen der Pfostenlöcher zeigte, dass diese Gebäude an den Hang gebaut worden waren. Die Gebäude standen auf den Pfosten in nicht mehr nachvollziehbarer Höhe über dem Laufhorizont. Dort wurde ein Boden eingezogen, der Raum mit Wänden umgeben und vermutlich mit einem Satteldach abgedeckt.
Die Speicher hatten Grundflächen von bis zu 7 m² und dienten der Vorratslagerung von Erntegütern. Der Abstand des Bodens zum Laufhorizont schützte vor Bodenfeuchtigkeit und Tieren. Es wurden außerdem ein Speicher mit sechs und ein weiterer mit neun Pfosten gefunden. Vermutlich stützte der Mittelpfosten des Speichers mit neun Pfosten das Dach. An einem der Speicher mit vier Pfosten fanden die Ausgräber zudem die Pfostenlöcher von Aufstiegen.
Zusätzlich zu den rechteckigen Speicherbauten fanden sich auch sechseckige ebenerdige Speicher, sogenannte Heuberge. Die Pfostenlöcher waren hierbei schräg im Boden und zeigten zur Mitte, so ließen sich zeltartige Gebäude erschließen. Die beiden Exemplare hatten eine Grundfläche von bis zu 14,5 m². Die große Zahl der Speicherbauten wurde auf die agrarwirtschaftliche Bedeutung der Siedlung während der römischen Kaiserzeit zurückgeführt.

#### Grubenhäuser
Grubenhäuser waren überdachte Gruben die neben der Vorratslagerung auch zu handwerklichen Zwecken dienten. Plinius der Ältere (Naturalis historia 19,8–9) schrieb, diese seien angelegt zur „fraulichen Arbeit, insbesondere dem Weben und Spinnen“. Funde von Webstuhlgewichten an anderen Orten belegen dies. Die sülzdorfer Grubenhäuser hatten eine Grundflächen von bis zu 13 m². Vermutlich waren aufgrund des Mergelbodens die Gruben nicht ausgekleidet worden. Verziegelter Hüttenlehm mit Rutenabdrücken und Holzkohle wiesen auf nicht erhaltene, aufgehende Lehmflechtwerkwände hin.
Grubenhäuser mit zwei Pfosten hatten vermutlich ein zeltartiges Dach. Die Pfostenlöcher fanden sich außerhalb der Grube. Legesteine für die Pfosten wurden nicht gefunden. Ein Pfostenloch eines Türstocks bei einem Grubenhaus mit vier Pfosten zeigte den Eingang auf der Schmalseite. Sechspfostengrubenhäuser hatten vier Eckpfosten sowie jeweils einen Firstpfosten in der Mitte der Langseiten. Die Langseite war zudem auch die Giebelfront. In den Gebäuden wurden rotbemalte Sigillataimitationen gefunden.

#### Ofen und Brunnen

Mittelalterlicher Brunnen aus Sülzdorf, Grabungsfoto durch Felix Teichner während der Kampagne 1998

In der kaiserzeitlichen Siedlung wurden die Überreste eines Ofens gefunden. In der flachen Ofengrube fanden sich die Reste einer Ofenplatte. Aus anderen Befunden sind Kuppelkonstruktionen bekannt. Öfen wurden zum Backen von Brot und Brennen der hausgemachten Töpferware gebraucht und waren essentiell für eine Germanische Siedlung in der römischen Kaiserzeit.
Die mit Bruchsteinverbauung ausgestatteten Brunnen im Nordosten der Grabungsfläche ließen sich dem Mittelalter zuordnen. In drei Brunnen aus der römischen Kaiserzeit wurde organisches Material gefunden. Zwei dieser Brunnen erreichten eine Tiefe von 2 m. Einer erreichte somit das Grundwasser, der Zweite eine natürliche Sickergrube und wird daher als Sickerbrunnen angesprochen. Beide hatten große unregelmäßige Durchmesser und lagen nahe der Quellmulde. In einem ließen sich senkrechte Pfostenspuren erkennen, die auf eine Holzauskleidung schließen ließen. Eine Holzüberdachung der Brunnen ist nicht auszuschließen.
Der dritte Brunnen lag höher gelegen und erreichte in 3 m Tiefe über dem heutigen Bodenniveau den heutigen Grundwasserspiegel. Es erhielten sich daher konstruktive Details. Der Brunnen war durch ausgehöhlte Baumstämme ausgekleidet, die miteinander verzapft waren. Auf der Sohle wurden Brettreste gefunden, die zu einer Schutzverbauung der oberen Hälfte gehört haben könnten. Der untere Bereich war vermutlich mit Flechtwerkmatten ausgekleidet. Solche dienten als Auftriebsschutz oder Filter. Germanische Brunnen finden sich häufig in der Nähe zu Quellen. Da ihre Dauer auf 10 bis 30 Jahre begrenzt ist, ist die Anzahl der Brunnen für eine Siedlung nicht ungewöhnlich.

### Funde
Schon früh wurde die archäologische Relevanz der Fundstelle durch das Auffinden zahlreicher Lesefunde deutlich. Dokumentiert wurden Metall, Glas, Bein sowie verschiedene Keramiken.

#### Metallfunde
Bereits beim Abtragen der Grasnarbe wurde im Humusboden die erste Münze gefunden. Hierbei handelte es sich um eine Sesterz des Antoninus Pius (Prägung im Jahr 150/151 n. Chr.). Zwei weitere römische Münzen sind bereits bekannte Altfunde; ein Denar des Kaisers Mark Aurel (Prägung 168 n. Chr.) und ein Denar Caracallas (Prägung 199/200 n. Chr.). Die Münzen sind mit hoher Wahrscheinlichkeit noch während der Limeszeit (also noch vor den Jahren 259/260 n. Chr.) in den Boden gelangt.
Weitere Funde sind zwei Bronzefragmente, die vermutlich von Fibelkonstukten stammen. Ein bronzenes Objekt in Bügelform wurde als spätkaiserzeitliche Pinzette erkannt, das Teil eines Toilettebestecks gewesen sein könnte. Andere Bronzeartefakte stammen von fragmentarisch erhaltenen Behältnissen, beispielsweise einer Kasserolle.
Stärker korrodiert als die oben genannten Funde waren die Eisenobjekte. Zugeordnet werden konnten drei Bruchstücke von Fibeln (eine davon aus der vorrömischen Eisenzeit stammend), ein Gürtelhaken und zwei Schildbuckel. Letztere gelten als ungewöhnlicher Fund und werden chronologisch in die mittlere und junge Kaiserzeit datiert. Das Vorkommen von Waffenbeigaben in Gräbern (zu denen auch die Schildbestandteile aus Sülzdorf gehören könnten) sind in vorchristlicher Zeit vielfach belegt; die Ausübung dieses Brauchs wird jedoch spätestens seit der jüngeren Kaiserzeit sehr viel seltener nachgewiesen. Gerade vor diesem Hintergrund wird die Sonderstellung der Funde deutlich.
Als anschauliche Zeugnisse des zivilen Alltagslebens gelten eiserne Gerätschaften wie skalpellförmige Messer und mehrere Nägel unterschiedlicher Machart.

#### Glasfunde
Eine der gefundenen Scherbe kann einem gläsernen Becher in Zylinderform zugesprochen werden, der aus der Kaiserzeit stammt und damals in der auftretenden Form über einen langen Zeitraum genutzt worden ist. Zudem war diese Gefäßgruppe als ein beliebter Exportartikel bekannt und gelangte auf den Handelswegen sogar bis auf die dänischen Inseln. Die Einritzverzierung der Sülzdorfer Scherbe weist auf Entstehung und Nutzung im 3. Jahrhundert hin.
Bei weiteren Glasfragmenten handelt es sich vermutlich um Schmuck; im Detail einen Glasarmring der Latènezeit oder auch eine Melonenperle, deren Farbwahl für einen Entstehungszeitraum der jüngeren Kaiserzeit spricht.

#### Bein
Aus einem Brunnen wurde ein etwa 5 cm langes Fragment einer Nadel aus Bein geborgen. Das Fehlen des Kopfes und die eher ungenaue Verarbeitung spricht für ein sehr einfach gestaltetes Produkt oder ein Halbfabrikat. Möglicherweise handelt es sich auch um eine Knochennadel mit Öse, wie sie bereits aus Aubstadt bekannt ist.

#### Keramik
Bei den Ausgrabungen sind diverse Arten von Keramik nachgewiesen worden. Dazu gehören Fragmente von Terra sigillata und Graphittonware. Letztere wurde sowohl freihand als auch mittels einer Drehscheibe geformt; einige der Scherben weisen eine Kammstrichverzierung auf. Die Analyse der Magerung der Funde ergab, dass die Gefäße aus der vorrömischen Latènezeit, der weser-rhein-germanischen Sachkultur, der elbgermanischen Zeit und der römischen Kaiserzeit stammen.

## Historische Bedeutung
Mit der Ausgrabung in Sülzdorf wurde zum ersten Mal eine Siedlung aus der römischen Kaiserzeit im südwestlichen Thüringen systematisch untersucht. Zwar konnte keine durchgehende Kontinuität von der vorrömischen Eisenzeit in die römische Kaiserzeit nachgewiesen werden, dennoch vermittelten die Befunde einen anschaulichen Eindruck über die örtlichen Gebäudeformen und die Siedlungsstruktur.
Anhand der Keramik ließ sich die Siedlung in die aus Westthüringen, Hessen und Mainfranken bekannte Kulturabfolge einreihen. Auch in Sülzdorf ließ sich eine Entwicklung von der weser-rhein-germanischen Sachkultur, mittlere römische Kaiserzeit, zur im 3. Jahrhundert zur Elbgermanen|elbgermanischen Sachkultur des Horizont Haßleben-Leuna nachvollziehen.
In der Siedlung wurden kaum römische Importe gefunden. Zudem wurden keine Anzeichen auf die in Siedlungen des Thüringer Beckens üblichen Nachweise für die römische Beeinflussung der Tierrassen Rind, Pferd und Hund nachgewiesen. Sülzdorf liegt im Vorland des Thüringer Waldes und auch die Münzfunde würden für eine abgeschiedene Lage sprechen (und damit auch die fehlenden Importe erklären), jedoch treten diese in anderen nahe gelegenen Orten, zum Beispiel Henfstädt und Themar, auf. Die Siedlung liegt nahe den alten Handelswegen vom unteren Main in das Thüringer Becken und hätte daher durchaus Kontakt und Handel herstellen können. Laut Teichner stellte für die kleine isolierte Siedlung schon die geringste Änderung ihrer Lebensweise und damit unweigerlich verbunden ihrer Agrarwirtschaft und Viehzucht, eine existenzielle Gefahr dar. Ähnliche Vorbehalte gegenüber römischen Innovationsmaßnahmen sind auch aus Ägypten und dem nordwestlichen Grenzgebietes des römischen Reiches bekannt.